# ModaLisboa
A ModaLisboa é o maior evento de moda de Lisboa, em Portugal, fundado por Eduarda Abbondanza e Mário Matos Ribeiro em 1991.

## História
Embora haja registo de uma edição zero, em 1990, integrada nas Festas da Cidade, a primeira edição da ModaLisboa teve lugar oficialmente em Março de 1991, no Teatro São Luiz, constituindo-se como a primeira fashion week portuguesa, e a primeira semana de moda independente além das que se realizam nas grandes capitais da moda, Paris, Nova Iorque, Londres e Milão.
Em 1993, na sequência de uma polémica relacionada com o convite e desconvite a John Galliano para vir a Portugal, o evento foi suspenso por dois anos, retomando em 1996.
O evento tem tido lugar em diversos espaços de Lisboa, como o Museu de Marinha, a Gare Marítima de Alcântara, o Museu da Electricidade, o Centro Cultural de Belém, o Museu da História Natural, o Pátio da Galé, o Armazém Terlis e o Mercado da Ribeira, chegando também a realizar-se na Cidadela de Cascais e no Casino Estoril, entre 2007 e 2009, ao longo de cinco edições.
A 48.ª edição teve lugar em Março de 2017, no Centro Cultural de Belém, sob o tema "Boundless".
Após Outubro de 2017, na 49.ª edição, os desfiles de moda passaram a realizar-se no recém reinaugurado Pavilhão Carlos Lopes e nas zonas circundantes do Parque Eduardo VII.
Em Setembro de 2018, após vinte anos a trabalhar com estratégias individuais, a ModaLisboa assinou um protocolo de cooperação com a iniciativa Portugal Fashion, que decorre no Porto desde 1994, com vista à união de esforços na promoção da moda em Portugal.
A 53.ª edição teve lugar nas Antigas Oficinas Gerais de Fardamento e Equipamento, no Campo de Santa Clara, entre 10 e 13 de Outubro de 2019, sob o tema "Collective".

## Reconhecimento
Em Outubro de 2018, por ocasião da 51.ª edição do evento, que teve lugar na Estufa Fria, Eduarda Abbondanza, presidente da Associação ModaLisboa, foi distinguida com a Medalha de Mérito Cultural da Câmara Municipal de Lisboa.
No mesmo dia, a RTP2 estreou o documentário ModaLisboa 50, comemorando a 50.ª edição do evento, em Março daquele ano.